# Hacienda de San Miguel Regla
La hacienda de San Miguel Regla; esta construcción del siglo XVIII que fuera una hacienda de beneficio perteneciente del conde de Regla, Pedro Romero de Terreros; se conserva parte del casco, donde funciona un hotel, los arcos que formaban parte de los patios y los hornos donde era extraída la plata. Se localiza en la localidad de San Miguel Regla, en el municipio de Huasca de Ocampo, dentro del estado de Hidalgo en México.

## Historia

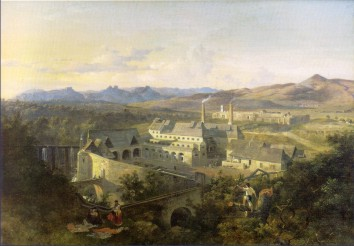
Hacienda de San Miguel Regla pintura de Eugenio Landesio, realizada en 1857.

En el siglo XVIII, surge la necesidad de construir haciendas para el beneficio de la plata, a partir de la bonanza de la Veta de Vizcaína; el propietario de esta, Pedro Romero de Terreros busca un sitio para su edificación, ya que el terreno montañoso de Real del Monte era un obstáculo, al requerirse extensiones planas para practicar el beneficio de patio, inventado por Bartolomé de Medina.
Romero de Terreros, decidió llevar al cabo el proyecto en la vecina población de Huasca, de modo que entre 1760 y 1762, construye las haciendas de Santa María, San Francisco Javier, San Miguel y San Antonio todas de Regla; con lo que se propicia el gran desarrollo de la región ya que dio ocupación a cientos de trabajadores en primer término para construirlas y enseguida para operarlas en toda su capacidad. San Miguel Regla fue la primera hacienda de beneficio de plata de la región, detonando la fama y el reconocimiento del Romero de Terreros en la Nueva España.
Los alrededores de las haciendas de Regla era uno de los parajes mineros más importantes del siglo XIX. En 1855, Eugenio Landesio fue contratado por la Academia de San Carlos de las Nobles Artes para dar el taller de paisajismo en la institución. Permaneció 22 años en México y viajó a diferentes partes del país; en el estado de Hidalgo visitaría las haciendas del conde de Regla. Huasca nace como distrito el 16 de enero de 1869 y como municipio en 1870. Hoy en día, a pesar de las modificaciones históricas que han sucedido por el pueblo, la Hacienda San Miguel Regla es un hotel.

## Arquitectura

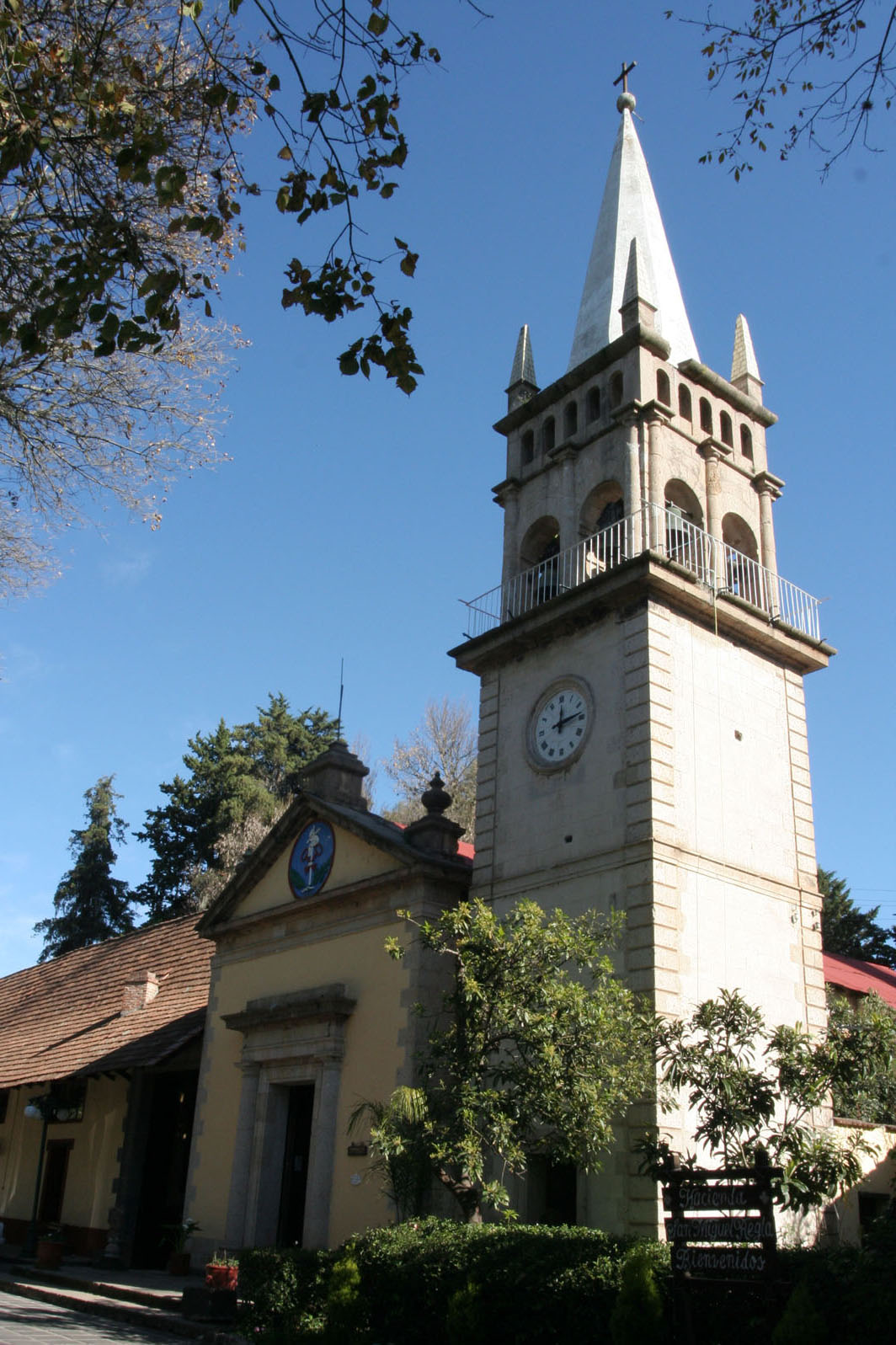
Capilla de San Miguel Arcángel.

De la hacienda se conserva el casco principal, una capilla, las arcadas que formaban parte de los patios y los hornos usados para la extracción de la plata. El hotel que cuenta con 145 habitaciones, cuenta con salas de conferencias, tiendas y salones para banquetescon capacidad para 500 personas. En su interior tiene dos lagos, que se crearon al inundar parte de la vieja construcción.

### Capilla de San Miguel de Arcángel
Construida en la inmediación de la hacienda, se trata de un templo de una sola nave con orientación sur, cubierta con techo de dos aguas a base de teja, oculto en el interior por un cielo razo de lienzo. La puerta principal es de forma rectangular enmarcada por dos columnas y un establecimiento cuyo friso es de grandes proporciones, la fachada culmina en un frontón culmina en un frontón triangular sin ornamentación en el tímpano. A la derecha de la entrada se alza una torre cuadrangular de dos cuerpos, en el primero se alojan cinco campanas y en el segundo existen cinco pequeños vanos con cerramiento de medio punto, sobre este cuerpo se yergue una cúpula cónica alargada que da magnífica impresión al templo.

## En la cultura popular
En esta hacienda se filmó, una parte del episodio 15, de la segunda temporada, de la serie de televisión mexicana Los simuladores.

## Galería

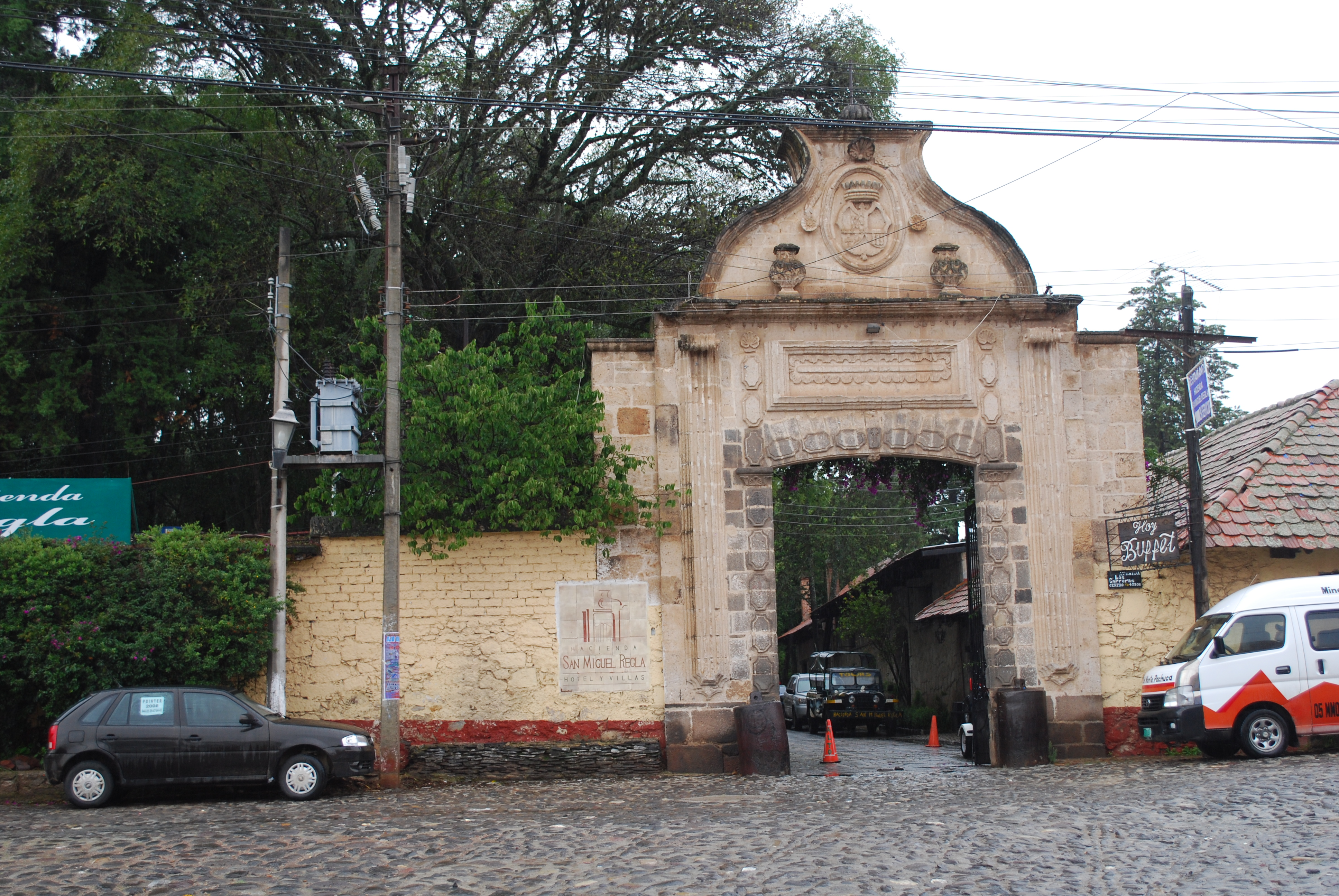
Entrada
Edificios.
Jardín.
Jardín.
Jardín.
Lago y antiguos edificios.
Lago y antiguos edificios.
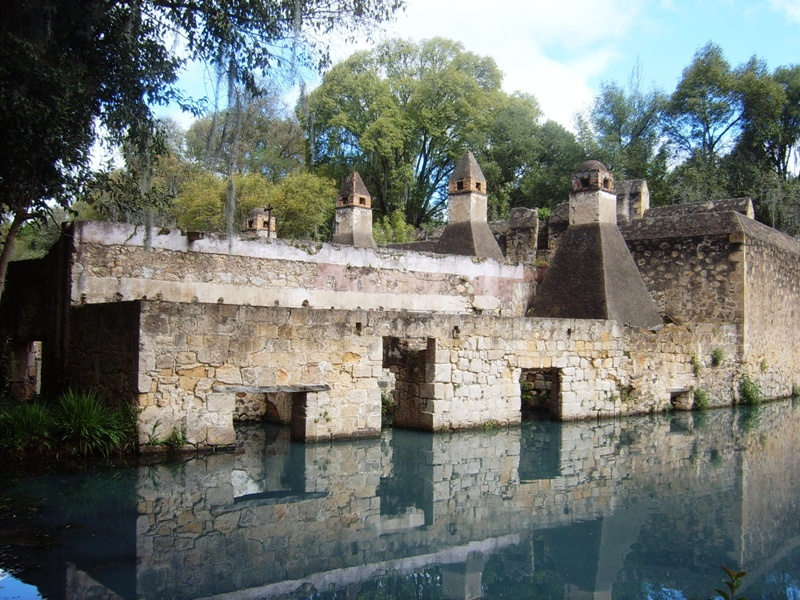
Lago y antiguos edificios.
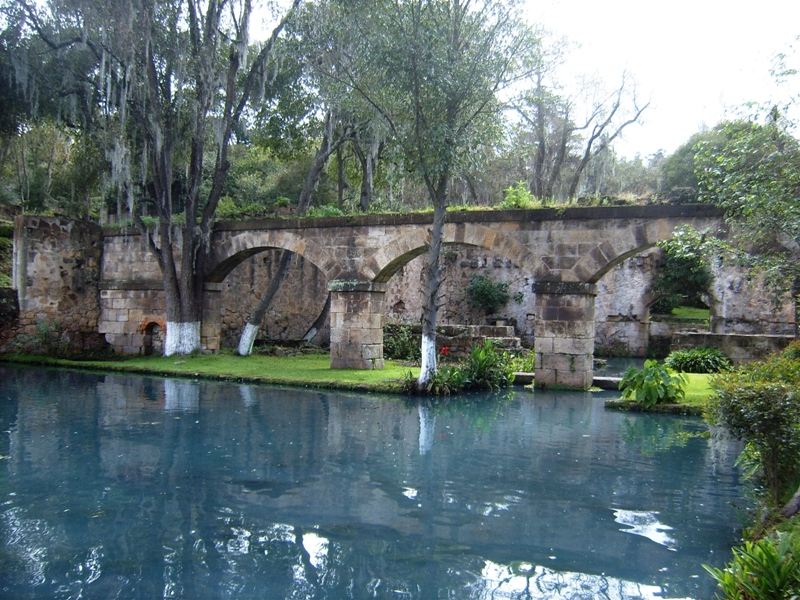
Lago y antiguos edificios.
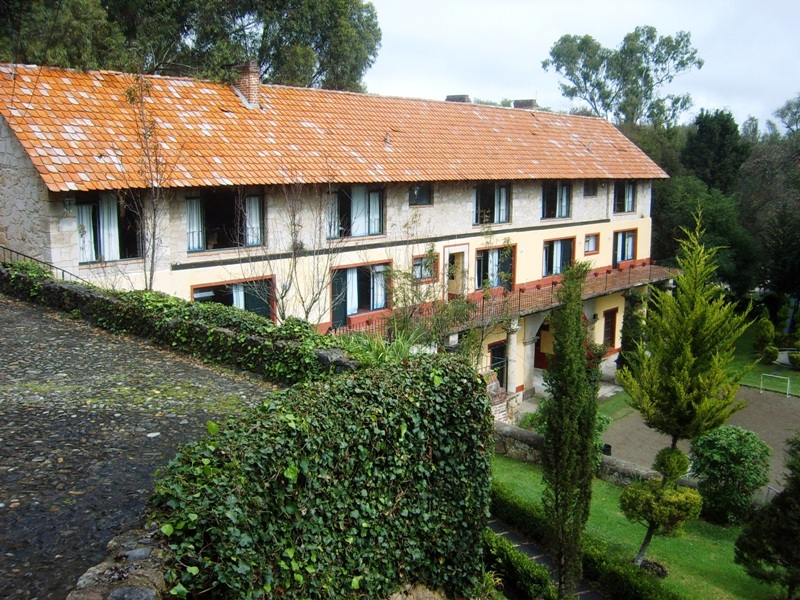
Hotel.
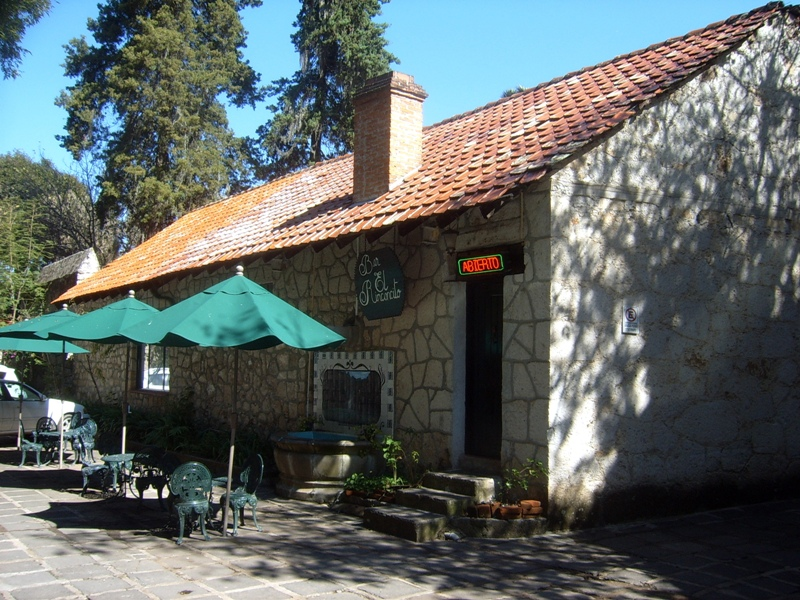
Hotel.
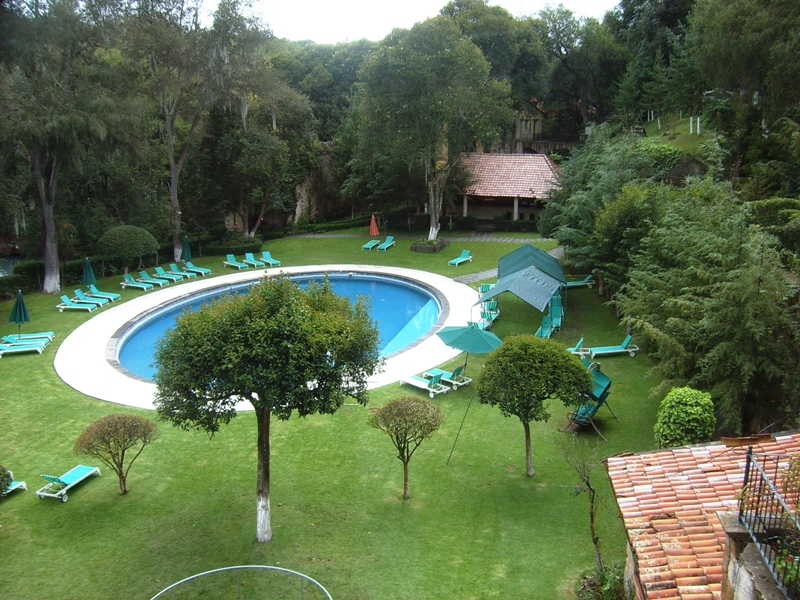
Hotel.